# 西面 (慶州市)
西面（：／ Seo myeon */?）是大韩民国庆尚北道庆州市下辖的一个面。